# Коно Стоянов
Коно Стоянов е първият кмет на Монтана след Освобождението на България през 1878 г. Управлява от 1878 до 1879 г.

## Биография
Роден е през 1845 г. в Кутловица, в семейството на Стоян Горанов и Ивана Генова, чиито род Бодурците, произхожда от съседното село Мала Кутловица. Работил е като слуга на турския бей и при идването на руските войски единствен той е можел да чете и пише, поради което става кмет. Имал е един син и две дъщери. Напуска кметската дейност поради това, че притежава земя от 60 дка и трябва да я обработва. По-късно е работил като пазач на газовия склад в града. Умира като вдовец на 7 февруари 1910 г. на 65-годишна възраст. 

## Политическа дейност
Назначен е за кмет непосредствено след освобождението на селището в края на 1877 г. Първоначално общинското управление се е помещавало в килийното училище в черковния двор. През първата година от освобождението е било необходимо да се осигурят храни и условия за пребиваващите руски войски, да се вземат мерки за опазване на имота и живота на местните жители, и за настаняване на преселници от други места. Извършени били първите административни мерки на общинската власт. Местното население започва изграждането на черква, като за целта била използвана една от двете турски джамии. Християните за една нощ свалили минарето на една от джамиите и по-късно я преустроили в черква. Била е осветена от софийския митрополит Мелетий. В годините на кметското управление (1878–1879 г.) през селището минава княз Александър Дондуков-Корсаков, след смяна на конете и благодарност за поправянето на пътя, князът се разделя с кутловчани с думите „сбогом братци“ и тръгва за Лом. На 14 януари 1879 г. е била открита от пощенското ведомство, пощенска станция в Кутловица по пътя София – Берковица – Лом, която се е намирала между станциите Берковица и Долно Церовене. Така в селището се поставят основите на първите държавни и обществени институции, която дейност продължава усилено и в годините на управление на следващите общински кметове.